# NGC 3270
NGC 3270 este o galaxie LINER situată în constelația Leul. A fost descoperită în 10 aprilie 1785 de către William Herschel. Se află la o distanță de 82,41 de megaparseci de Pământ.